# NGC 7364
NGC 7364 ist eine linsenförmige Galaxie vom Hubble-Typ S0/a im Sternbild Aquarius auf der Ekliptik. Sie ist schätzungsweise 223 Millionen Lichtjahre von der Milchstraße entfernt und hat einen Durchmesser von etwa 115.000 Lichtjahren.
Die Supernovae SN 2006lc (Typ Ib), SN 2009fk (Typ Ia) und SN 2011im (Typ Ia) wurden hier beobachtet.
Das Objekt wurde am 1. Oktober 1785 von Wilhelm Herschel entdeckt.